# Xenanusia flava
Xenanusia flava är en stekelart som först beskrevs av Girault 1915.  Xenanusia flava ingår i släktet Xenanusia och familjen sköldlussteklar. Inga underarter finns listade i Catalogue of Life.